# JOYSOUND
JOYSOUND(조이사운드, 일본어: ジョイサウンド)는 엑싱(브라더 공업 그룹)이 운용하는 사무용 통신 가라오케의 시리즈의 통칭이다. 로고 마크는 ‘JOYSOUND’의 ‘O’ 중심에 ‘·’가 붙어있다.

## 개요
벨소리, SNS(우타스키) 등의 콘텐츠와 제휴한 서비스를 하고 있다. 특히 우타스키에서 진행되고 있는 ‘실시간 요청’(リアルタイムリクエスト)과의 제휴에 의해서 특정 가수의 마이너 송이나 동방 프로젝트의 동인 노래, 니코니코 동화의 아마추어 노래나 보컬로이드 노래가 타사보다도 많이 수록되어있다는 특징을 갖는다. 우타스키 회원수는 2014년 9월 8일에 1000만명을 돌파했다.
최신기종 ‘JOYSOUND MAX’의 수록 곡수는 2015년 6월 현재로 업계 최다인 25.5만곡 이상을 수록.

## 상품

### 업무용

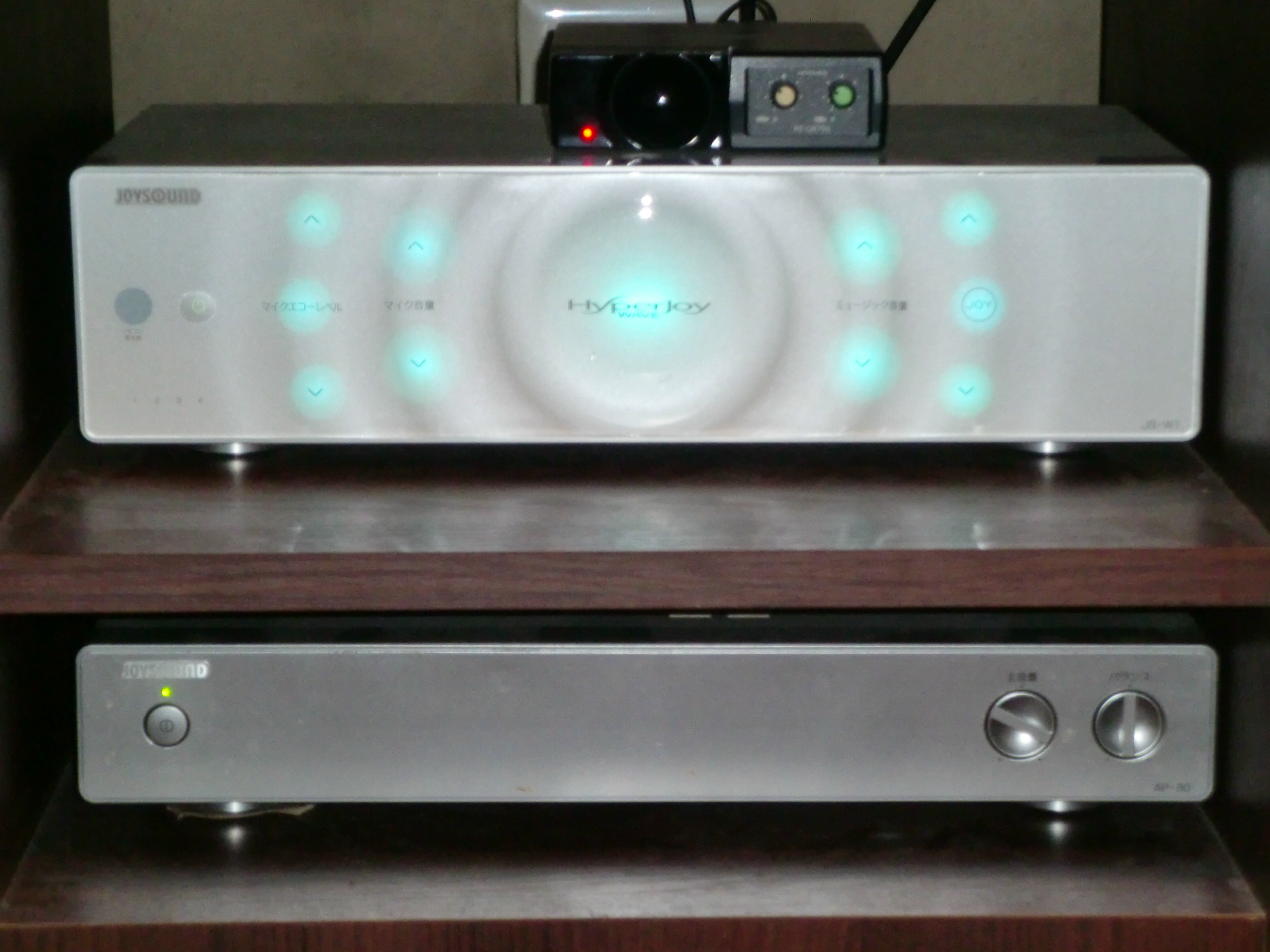
HyperJoyWAVE (JS-W1)

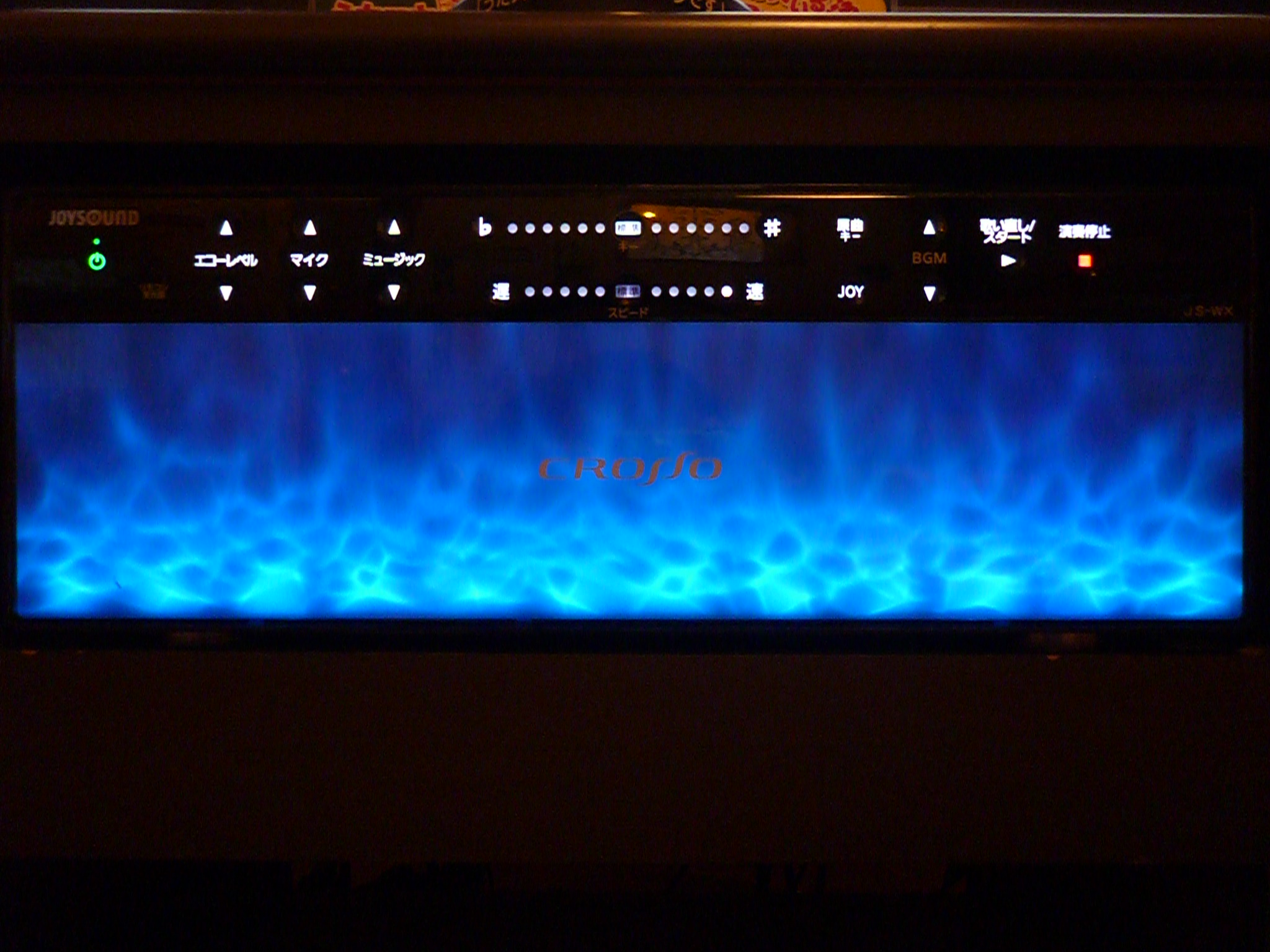
CROSSO(JS-WX)

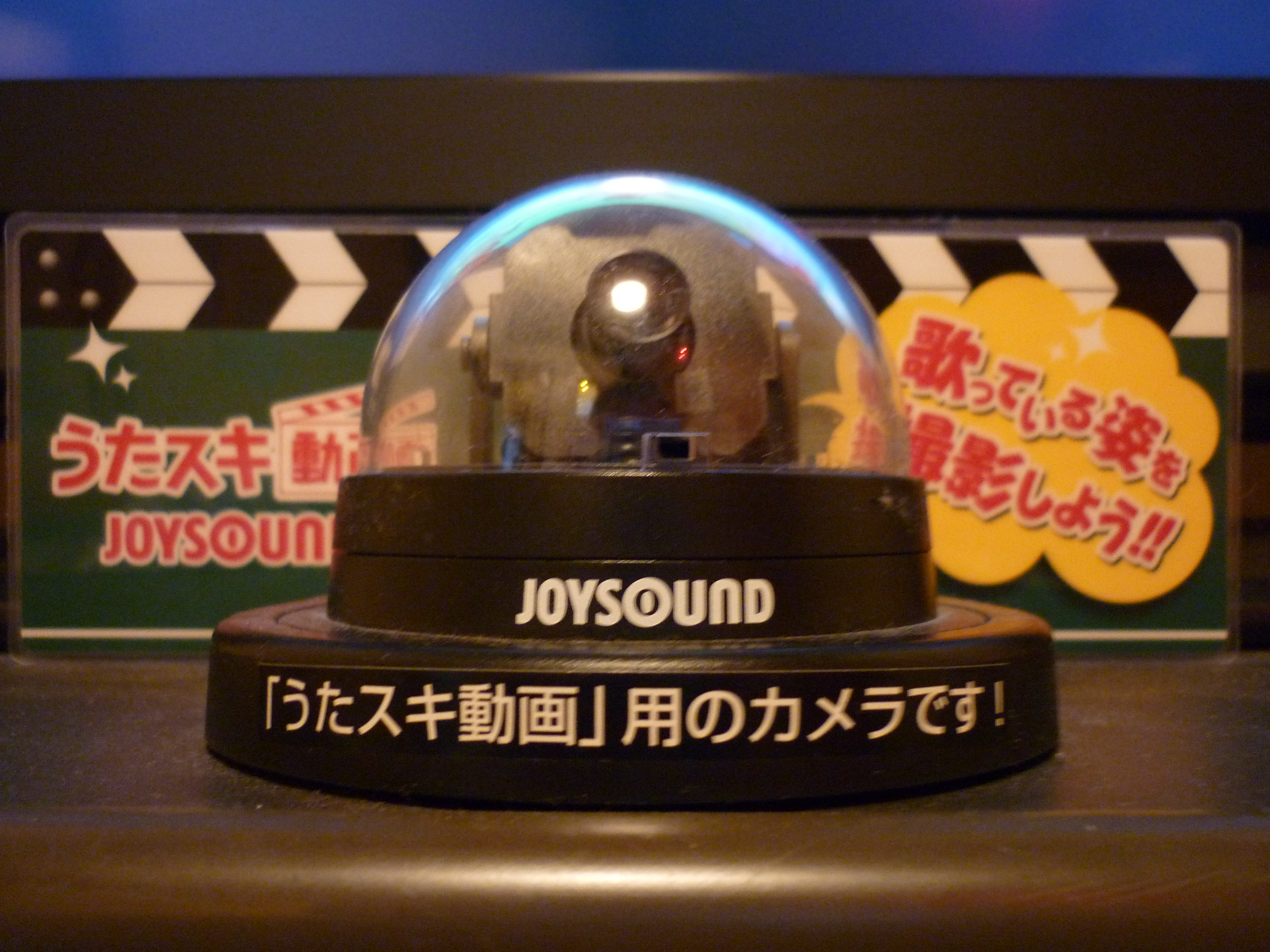
JS-WX용 카메라

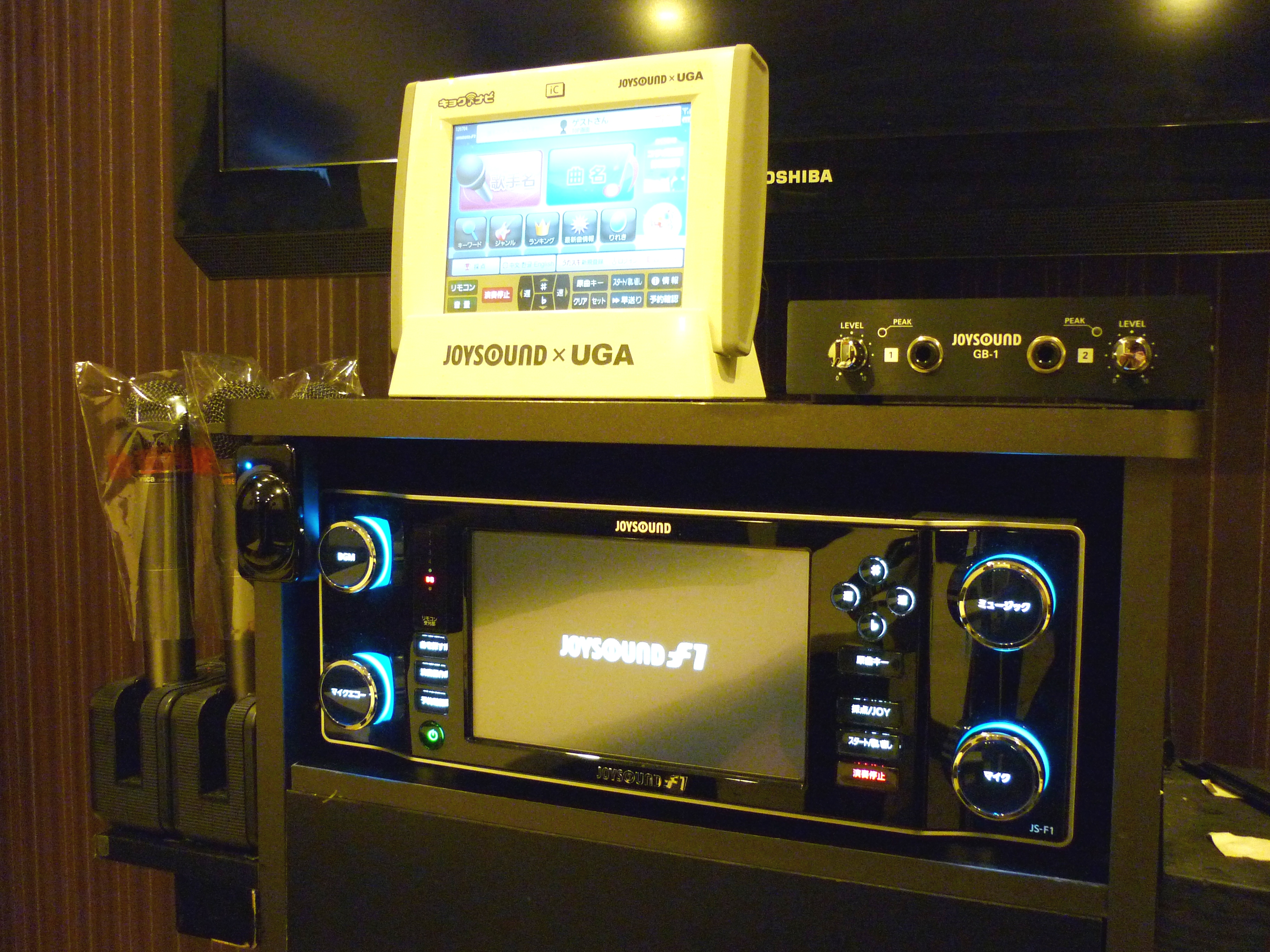
JOYSOUND f1 (JS-F1)

JOYSOUND(조이사운드, 일본어: ジョイサウンド : JS-1, JS-2, JS-10, JS-20)
통신 가라오케 여명기의 1992년 10월에 최초의 기종 ‘JS-1’을 출시. 다이이치코쇼의 DAM이 진출하기까지는 통신 가라오케의 셰어 1위였다.
JS-1/2/10 시리즈는 2006년 8월 말, JS-20 시리즈는 2008년 9월 말에 서비스 종료. 또한, 종료 후에도 전화 회선에 접속해서 사용료를 지불하면, 배포 종료시까지 배포된 노래로 가라오케를 즐길 수 있다.
JOYSOUND Major(조이사운드 메이저, 일본어: ジョイサウンドメジャー : MJ-10)
1995년에 출시된, 나이트 시장(술집, 호텔 등)용 모델이다.
2007년 12월말에 서비스 종료. 또, 해당 기종이 이용하고 있던 통신 · 과금 서비스 ‘카루레 EX’(NTT 커뮤니케이션)이 2008년 3월 말일에 종료했기 때문에 같은 날에 서비스를 종료했다. 현재 전화 회선으로 접속해도 이용할 수 없다.
HyperJoy(하이퍼조이, 일본어: ハイパージョイ : JS-30L, JS-30X, JS-30VL, JS-30VX)
1997년 9월 출시. 애니메이션 음악이나 마이너 곡의 다수 투하로 인기를 얻었다. 2005년 9월 시점의 곡수는 약 65,000곡이며, BMB(당시)가 운용하는 UGA에게 앞질러지기까지 업계 최다였다.
이 기종에는 전기 모델과 후기 모델이 존재하며, 전기 모델(JS-30L 혹은 JS-30X)에서는 배경 영상을 표시하기 위해서 DVD 플레이어 등이 필요했지만, 후기 모델(JS-30VL 혹은 JS-30VX)은 내장의 대용량 HDD의 영상 데이터를 배경 영상으로 표시하고 있다.
후술하는 XJ-30V와 함께, 2012년 9월에 가라오케 서비스를 종료하고 있다.
CelebJoy(셀레브조이, 일본어: セレブジョイ 세레브조이[*] : XJ-30V)
2001년 9월 출시. 나이트 시장용 모델. 대부분의 기능은 HyperJoy의 후기 모델과 같다.
HyperJoy V2(하이퍼조이 비투, 일본어: ハイパージョイブイツー 하이파조이브이츠[*] : JS-70, JS-70II)
2003년 7월 출시. HyperJoy의 곡도 모든 선곡이 가능하지만, 《PVクリップ》→PV 클립이나 《ライブカラオケ》→라이브 가라오케, 게다가 보컬 삽입 버전으로 《PV》, 《ライブ映像》→라이브 영상이 추가됐으며, 《SHOW劇クリップ》→쇼극 클립, 《ア・カペラ》→아카펠라, 스튜디오 녹음된 《スゴオト》(生音)→현장음, 하모니가 아닌 보컬이 들어간 《うたいり》→노래 삽입,  파라파라 댄스 교칙 영상과 보컬 삽입으로 즐길 수 있는 《パラパラ振り付き・Original》→파라파라 안무 부록 오리지널(파라오케 파라다이스)이란 V2 전용곡이 추가됐다. 전용곡은 BB(브로드밴드) 대응 기종을 BB 환경에서 이용할 때만 서비스된다. 2003년 굿디자인상 수상.
2005년 9월에는 모델 체인지한 JS-70II가 등장.
CelebJoy Hearts(셀레브조이 하트, セレブジョイハーツ 세레브조이하츠[*] : XJ-60)
2004년 11월 출시. HyperJoy V2를 베이스로 한 나이트 시장용 모델. 수록 곡수는 V2보다도 약간 적다.
HyperJoy WAVE(하이퍼조이 웨이브, ハイパージョイウェーブ 하이파조이웨브[*] : JS-W1)

2006년 11월 출시. HyperJoy V2의 곡을 모두 선곡 가능하지만, WAVE 전용곡도 점차 늘어가고 있다.
최대의 특징으로 가라오케 SNS 우타스키에 대응한다. 실시간의 전국채점(전국채점 ONLINE)도 시리즈에서 처음으로 도입되고 있다. 신기능으로 후렴 부분밖에 모르는 곡이나 불확실한 기억의 곡 등의 가이드를 지원해주는 《ガイドボーカル入り》→가이드 보컬 삽입이, 영상 콘텐츠로는 《アニメカラオケ》→애니메이션 가라오케와 《アニメ映像》→애니메이션 영상, 《NHKみんなのうた映像》→NHK 모두의 노래 영상, 《おゆうぎカラオケ》→유희 가라오케가 추가됐다. 2006년 굿디자인상 수상.
곡수는 2008년 3월에 90,000곡을 돌파. 월간 서비스 곡수는 1000곡 이상이며(‘우타스키’의 실시간 요청에 의한 상위 200곡을 포함), 2009년 11월 현재 130,000곡 이상이 서비스되고 있다.
후술의 세트박스를 접속하는 것에 따라서 각종 추가 기능을 이용할 수 있다.
JEWEL(주얼, ジュエル 주에루[*] : XJ-J1)
2008년 10월 출시. HyperJoy WAVE를 베이스로 한 나이트 시장용 모델. 가라오케 SNS ‘우타스키’에 대응. 수록 곡수는 WAVE보다도 약간 적다. 일부에는 있지만, 《ガイドボーカル入り》, 《本人映像》, 《ライブカラオケ》, 《ライブ映像》, 《SHOW劇クリップ》 노래도 선곡 가능.
단골손님의 이름이나 생일,
방문한 날 등의 관객정보를 기록하는 ‘VIP Room’, 단골손님이나 점포 스태프의 18번을 관리할 수 있는 십팔번 기능 외에 ‘우타스키’에도 대응.
CROSSO(크로소, 일본어: クロッソ 크롯소[*] : JS-WX)

2009년 10월 출시. 서비스 곡수는 출시 당시 13만곡, 2012년 9월 1일 현재 17만곡 이상. HyperJoy WAVE의 곡을 모두 선곡 가능하지만, 스튜디오 수록한 라이브 연주 데이터를 리마스터링한 《生演奏》→라이브 연주가 추가됐다. 데이터량 증대에 대응하는 P2P 방식의 시스템 ‘Einy’나 3D 아바타 등, 수 많은 기능을 탑재. 또 중심 기계에는 카메라를 표준 장비하고 있으며, HyperJoy WAVE에서는 필요했던 주변기기를 필요로 하지 않고 ‘우타스키 동영상’이나 ‘아프레코’ 등의 각종 기능을 이용할 수 있다. 또한, 명칭은 영어인 ‘Cross Over(크로스 오버)’에서의 조어로 “음악을 통해서, 사람과 사람이 교차하는 새로운 스타일”을 제공할 수 있도록 이름을 붙였다.
JOYSOUND f1(조이사운드 에프원, ジョイサウンドエフワン 조이사운도에후완[*]) : JS-F1)

2012년 6월 출시. BMB와의 통합 후 첫 상품이며, 데이와 나이트 시장 쌍방용 모델. 수록 곡수는 발매 당시 업계 최다인 20만곡이며, CROSSO의 곡 모두를 선곡 가능. UGA에만 수록되어있던 노래도 일부 수록되어있다.
음원에는 롤랜드의 ‘Super NATURAL’과 독자 음원인 ‘JOYSOUND Phoenix’를 채용. 배경 영상은 풀HD에 대응하며, 채점 콘텐츠나 게임 애플리케이션의 그래픽도 향상됐다. 또, 시리즈로는 처음으로 패널 전면에 8.5인치 와이드 액정 터치 패널을 탑재했으며, 주위에 곡 내비가 없어도 노래 검색 등의 간단한 조작을 할 수 있게 됐다.
‘우타스키 동영상’에서는 종래의 2영상(화면)에서 최대 5영상(화면)으로 확충해서 보다 많은 사용자에 의한 합창이 가능해졌다. 그 외, 업계 첫 시도로 주변기기 사운드 이펙터(GB-1)를 사용하게 되며, 기타나 베이스의 소리를 잡음 없이 녹음할 수 있는 것 외에 튜닝이나 코드 표시 등 지원 기능을 이용 가능.
또, 콘텐츠로는 기타 연주에 특화된 《ギタナビ》→기타 내비나 보컬 신사이저가 가창 지원을 해주는 《ボーカルアシスト》→보컬 어시스트가 추가됐다.
게다가, 창작한 오리지널 곡을 유상이지만, 가라오케 서비스 할 수 있는 ‘곡 프로’ 기능도 탑재됐다.
곡 사이에서의 예약 표시나 간주 시의 초 표시 등, UGA 시리즈의 기술 · 노하우도 승계되고 있다.
덧붙여서 기종명인 ‘f1’에는 ‘fusion’(융합, 퓨전:JOYSOUND와 UGA의 융합, 사람들이 이어지다)과 ‘future’(미래), ‘1(one)’(하나가 되다)에서 “음악으로 세계를 하나로”의 의미를 내포하고 있다.
2014년 6월 30일에 마이너 체인지 모델(JS-F1v)을 출시. 이쪽은 HDMI의 출력 단말이 2계통이 늘었으며, HDMI의 입력 단말이 추가됐다.
JOYSOUND fR(조이사운드 에프알, ジョイサウンドエフアール 자이사운도 에후아루[*] : JS-FR)
2012년 10월 출시. ‘JOYSOUND f1’를 베이스로 나이트 시장용으로 특화된 마이너 체인 모델. 하드는 ‘f1’과 공통이지만 본체 색상이 브라운으로 변경되고 있다.
수록 곡수는 16만곡과 ‘f1’에 비해서 4분의 3 정도로 적지만, 히트곡이나 외국곡, 지역 송 등 폭 넓게 망라해서, 나이트 시장용 모델로는 업계 최다.
‘분석 채점 III’가 더해져, ‘열창! 가라오케 대회’ 등이 독자의 게임이나 애플리케이션을 탑재하고 있는 것 외에 ‘JEWEL’과 마찬가지로 관객 관리 기능 ‘VIP room’, 십팔번곡 관리 기능 ‘십팔번’, ‘우타스키’ 중에서 어느쪽을 선택해서 이용할 수 있다.
또, 내장 무선 접속에 의해서 액세스 포인트를 사용하지 않고 코맨더와 곡 내비의 통신이 가능해졌다.
기종명인 ‘fR’은 ‘First Class’(클래스 최고 수준의 노래하기 쉬움, 기분 좋음, 사용하기 쉬움), ‘Reborn Night’(나이트시장을 새롭게 장식하다)에서.
2014년 6월 30일에 전술한 JOYSOUND f1과 함께 마이너 체인지 모델 (JS-FRv)을 출시. 이것도 HDMI의 입출력 단말의 추가뿐이다.
JOYSOUND FESTA(조이사운드 페스타, 일본어: ジョイサウンドフェスタ 조이사운도 페스타[*] : JS-FW)
2013년 8월 출시. 가정용인 ‘Nintendo×JOYSOUND Wii 가라오케 U’를 베이스로 여관 및 호텔, 엘더 시장용으로 만들어졌다.
Wii U GamePad를 가라오케의 선곡 단말로 이용할 수 있으며, 본인 영상 가라오케도 일부 선곡 가능하다.
게임이나 채점 애플리케이션은 ‘JOYSOUND Wii 가라오케 U’와 같은 ‘분석 채점U’ 외에 “모두가 노래 합전” 등이나 Wii 리모컨을 사용해서 놀 수 있는 게임을 탑재하고 있다.
남녀노소 불문하고 몸을 움직여서 놀 수 있는 콘텐츠 ‘건강 왕국’에 대응.
또, 와이파이에 대응해서 무선 환경에서의 사용이 가능해졌다.
기종명인 ‘FESTA’는 ‘즐거움’, ‘축하연’을 표현하며, 컨셉트인 ‘즐거움’과 ‘건강’으로 ‘마음이 춤추는 시간’을 제공하는 의미에서.
JOYSOUND WAGON(조이사운드 왜건, 일본어: ジョイサウンドワゴン 조이사운도 와곤[*] : JS-WFR）
2014년 10월 말 출시. ‘JOYSOUND fR’을 베이스로 여관, 호텔 시장용으로 만들어졌다.
출시 당시의 수록곡수는 93,000곡으로 ‘f1’이나 ‘fR’에 비해 적지만, 그것으로도 여관, 호텔 시장용으로는 최고수준의 곡수를 수록하고 있다.
또, 본인 영상 가라오케나 라이브 연주 등의 콘텐츠도 ‘fR’보다도 적지만 탑재되어있다.
대형 캐스터, 180도 회전이나 접이가 가능한 18.5인치 액정 모니터를 탑재하고 있으며, 조작성, 기동성의 강화를 하려고 하고 있다.
게임이나 채점 애플리케이션은 ‘fR’과 같은 ‘분석채점III’이나 ‘갑작스런 채점’ 등 외, 어덜트 콘텐츠도 탑재되어있다.
JOYSOUND MAX(조이사운드 맥스, 일본어: ジョイサウンドマックス 조이사운드 맛쿠스[*] : JS-FX)
2015년 7월 9일 출시. 데이 · 나이트 시장 쌍방용 모델. 수록 곡수는 업계 최다인 25.5만곡이며, JOYSOUND f1의 곡의 모든 곡 선곡 가능.
음원은 독일의 MAGIX과 공동 개발했으며, MIDI 음원이 마치 라이브 연주와 같은 음원을 실현했다. 또, 잘하는 곡의 키를 판별하는 기능 ‘마이키’를 탑재했다.
콘텐츠로는 노래에 응해서 마이크 이펙터를 자동으로 새로 바꿔주는 《オートボーカルエフェクト》→자동 보컬 효과가 추가됐다.
이것까지, 창작한 오리지널 곡을 ‘곡 프로’로 가라오케 서비스를 하려면 180일에 5,000엔 비용이 필요했지만, ‘우타스키 뮤직 포스트’로 명칭을 바꾸면서 무료화했다.
채점 콘텐츠로는 음악가 나카니시 케이조 씨의 감수로, 인간의 감각에 의해서 가까운 신채점 알고리즘을 개발. 전국채점ONLINE은 ‘전국채점 그랑프리’가 된 것 외에 ‘분석채점 마스터’로 명칭을 바꿔서 개량됐다. 게다가, 요괴워치의 캐릭터가 등장하는 ‘요괴워치 대채점’도 탑재됐다. 이것에 따라서, JOYSOUND f1도 버전업에 의해서 전국채점 및 분석채점 모두 알고리즘이 개량됐다.
영상 촬영 기능은 카메라를 사용해서 모디터에 비친 자신의 모습에 동물이나 먹을 것 등의 약 80종류의 아이템을 합성해서 촬영할 수 있는 기능 ‘마법 카메라’를 탑재.
거다가, 악기 연주 가라오케 기능은 2계통 외에, 드렁 1계통이 탑재됐으며, 기타 2계통의 효과를 개별로 설정할 수 있는 기능을 탑재해서, 보다 본격적인 밴드 연주를 즐길 수 있게 됐다.
JOYSOUND 교향악단(ジョイサウンド響 조이사운도 히비키[*] : JS-NX)
2015년 7월 하순 출시. ‘JOYSOUND MAX’를 베이스로 한 나이트 시장용 모델. 수록 곡수는 17만곡으로 ‘JOYSOUND MAX’와 비교해도 약간 적지만, 나이트 시장용 모델로는 클래스 최고 수준의 곡수의 수록이 실현되고 있다.
이것도 JOYSOUND fR와 비슷하게 ‘분석채점 마스터’나 ‘열창! 가라오케 대회’ 등의 콘텐츠를 탑재하고 있는 것 외에 관객 관리 시스템인 ‘VIP Room’도 탑재되고 있다.

### 가정용
Wii판 및 플레이스테이션 3판의 서비스 노래는 7만 8000곡 이상(2011년 12웍 현재). 노래 번호도 동일하며, 공식 홈페이지의 노래 검색에도 일괄로 취급된다.
가라오케 JOYSOUND Wii(カラオケJOYSOUND Wii)
닌텐도 게임기인 Wii용 소프트웨어. 2008년 12월에 허드슨 소프트에서 패키지판이, 2009년 7월에 엑싱에서 Wii워어판이 출시됐다. Wii 포인트로 기간별 티켓(24시간, 72시간, 30일간, 90일간)을 구입하는 방식. 2009년 10월에는 넷 접속 없는 패키지(디스크에 들어잇는 곡만)도 출시됐다. 속편으로 2009년 11월에 디럭스가, 2010년 12월에는 슈퍼 디럭스가 출시되고 있다. 슈퍼 디럭스는 DSi웨어와 연동해서 닌텐도 DSi 또는 닌텐도 3DS를 선곡 리모컨으로 이용할 수 있다.
슈퍼 디럭스는 2014년 5월 22일에 장애가 발생했으며, 2014년 6월 13일에 온라인 서비스를 종료, 그것에 따라서 DSi웨어의 선곡 리모컨 서비스도 종료가 됐다. 또한, 디럭스와 Wii웨어판은 온라인 서비스를 계속해서 이용할 수 있다.
가라오케 JOYSOUND for 액트빌라(カラオケJOYSOUND for アクトビラ)
액트빌라를 이용한 가라오케 배포 서비스. 2010년 6월 1일에 오픈(Pre 오픈은 5월 10일). 이용 요금은 1개월에 980엔. 노래는 월 120곡 이상 추가되고 있으며, 2010년 8월 시점의 곡수는 4,312곡이다. CROSSO와 동등한 음질로 즐길 수 있지만 마이크 등의 부속품은 별도로 준비할 필요가 있다.
JOYSOUND DIVE(조이사운드 다이브, 일본어: ジョイサウンド・ダイブ 조이사운도 다이브[*])
플레이스테이션 3용으로 2011년 11월 24일부터 서비스되고 있는 가라오케 소프트웨어이다. 반다이 남코 게임즈와의 공동 개발. 기간 이용 티켓(24시간, 30일간)을 플레이스테이션 스토어에서 구입하는 방식.
후속인 ‘JOYSOUND.TV Plus’가 2014년 12월부터 서비스되기 때문에 같은 해 10월 31일에 서비스를 종료했다.
JOYSOUND.TV
소니의 액정 텔레비전이나 블루레이 플레이어 등 소니 엔터테인먼트 네트워크 대응 제품을 대상으로 한 가라오케 배포 서비스. 2012년 6월 6일부터 서비스를 시작. 서비스 시작 시점의 곡수는 21,000곡이며, 매월 400곡이 추가되고 있다.
또한, 2012년 12월 3일에는 샤프의 액정 TV 아쿠오스로도 서비스를 시작한 것 외에 2013년 3월 13일부터는 히타치의 액정 TV Wooo로도 서비스를 시작했다.
또, 스마트폰이나 PC를 사용해서 예약을 하는, ‘JOYSOUND.TV 곡 내비’가 2014년 3월 31일에 출시됐다.
JOYSOUND.TV Plus
전술한 ‘JOYSOUND DIVE’의 후속 서비스로 2013년 11월 14일부터 서비스되고 있는 가라오케 소프트웨어이다. 대응 하드는 플레이스테이션 3, 플레이스테이션 4 외에 플레이스테이션 비타(TV 포함)에 대응하고 있다.
‘JOYSOUND DIVE’와 똑같이 기간 이용 티켓(24시간, 30일간)을 플레이스테이션 스토어에서 구입해서 서비스를 이용할 수 있다. 또, 플레이스테이션 4판은 패키지판에만 있는 노래도 존재한다.
또, ‘JOYSOUND.TV 곡 내비’에도 대응하고 있다.
Nintendo×JOYSOUND Wii 가라오케 U(일본어: Nintendo×JOYSOUND Wii カラオケ U)
Wii U에 프리 인스톨되어있는 가라오케 소프트웨어. 기간 이용 티켓(1시간, 24시간, 30일간, 90일간)을 닌텐도 eShop에서 구입하는 방식. Wii U GamePad를 선곡 리모컨으로 이용할 수 있다.
가라오케 JOYSOUND(일본어: カラオケJOYSOUND)
닌텐도 3DS 다운로드 소프트웨어로 2015년 8월 5일 서비스 시작. 소프트웨어는 다운로드 무료이며, 별도 티켓이나 추가 콘텐츠를 구입하는 방식.

## 주변 기기

### 곡 NAVI
JR-100
2004년 11월 출시. 업계에서 처음으로 통신에 무선 LAN을 사용. 이에 의해서, 조작시에 코맨더의 적외선 포트로 향할 필요가 없어지며 360° 전방위에서의 통신이 가능. CD의 자켓 사진의 표시나 영상 콘텐츠의 시청, 가사 표시 등의 기능을 갖춘다. 게임도 플레이 가능. 또한, 신보(새 악보) 데이터의 서비스는 2012년 3월에 종료.
본체 색상은 실버. 2004년 굿디자인상 수상. Lavca에서도 사용되고 있다. 대응 기종은 HyperJoyV2이다.
JR-100II
2006년 11월 출시. 가라오케 SNS ‘우타스키’에 대응. 가사 모니터 기능에서는 보통의 모니터에 표시되는 가사 자막을 곡 내비에서도 볼 수가 있다. JR-100과 마찬가지로, 게임의 플레이가 가능하며, 잘못된 것 고치기나 퍼즐 게임 등을 플레이할 수 있다.
본체 색상은 화이트. OS에는 Windows CE 5.0를 채용. 대응 기종은 HyperJoyWAVE, CelebJoy Hearts. 
JR-100s
2006년 11월, JR-100II과 동시 출시. 2006년 굿디자인상 수상.
본체 색상은 화이트. 대응 기종은 HyperJoy WAVE, CelebJoy Hearts, JEWEL. 
JR-200X
2009년 11월 출시. 동시에 출시한 ‘CROSSO’에 완전 대응. FeliCa 대응 IC 카드 또는 요사이후 휴대전화의 데이터 영역에 로그인 정보를 기록하는 것으로 차회 이후 IC 카드를 꽂는 것만으로 우타스키에 로그인할 수 있는 기능 ‘꽂아서 로그인’이 추가됐다. 또, 화면 아래의 시트키가 확장되며, 예약곡을 원터치로 확인할 수 있는 ‘予約確認’→예약확인 버튼, 연주중의 노래 정보나 곡간의 영상에 관한 정보를 확인할 수 있는 ‘ｉ（アイ）情報’→i(아이)정보 버튼 등이 추가됐다.
본체 색상은 블랙. OS에는 Windows CE 6.0을 채용. 대응 기종은 CROSSO. 
덧붙여서 현재 파셀라 등에서 사용되고 있는 Σsystem용의 ‘ΣNAVI’, 가라오케의 철인에서 사용되고 있는 ‘가라철 NAVI’ 등, 주로 종합 가라오케 시스템에서 곡 NAVI와 공통의 하드웨어를 사용하거나 리모컨이 사용되는 예가 많다(대부분은 JR-100가 베이스).

### 곡 내비
JR-300
2011년 5월 30일 출시. 곡 NAVI.s(JR-100s) 및 BMB에서 이어받은 UGA의 UGA NAVI GUEEN(BT-SN02)의 후속으로 출시. 가라오케 기기에서 처음으로 OS에 안드로이드(임베디드용 안드로이드)를 채용하고 있는 것 외에 데이터 베이스 시스템에는 히타치 솔루션즈의 임베디드 기기용 데이터 베이스/파일 시스템 ‘Entier’을 채용해서 검색 시간의 고속화를 도모하고 있다.
화면 구성은 CROSSO와 동시 출시된 곡 NAVI(JR-200X)를 답습. 로고도 일신되며, 표기도 종래의 ‘キョクNAVI’→곡 NAVI에서 ‘キョクナビ’→곡 내비가 됐다.
발매 당시의 대응 기종은 구기종만 있었지만, 버전 업을 한 것에 따라서 JOYSOUND f1에도 대응한다. JOYSOUND f1의 환경에서는 종래의 꽂아서 로그인 외에, JOYSOUND ID(메일 주소)로의 로그인도 가능해졌다. 또, 종래에는 PC 위에서만 검색할 수가 있던 우타스키 동영상의 검색이 곡 내비에서도 할 수 있게 됐다.
본체 색상은 화이트와 블랙(2015년 7월 1일에 추가). 대응 기종은 JOYSOUND에서는 HyperJoy V2 이후 모든 JS(JS-FW를 제외), BJ, XJ 시리즈/UGA의 전체 시리즈(라쿠엔 시리즈를 제외)에서 사용 가능하다. 
JR-P1000
2015년 7월 상순 출시. 명칭은 ‘JOYPad 곡 내비’로 ‘JOYSOUND MAX’와 동시에 출시됐다.
NEC사의 전면기술협력 하에 출시됐으며, 10.1인치 와이드 액정 터치 패널로 가볍고, 방소와 방진성에 우수하다.
또, JR-300이나 JR-200X와 마찬가지로 ‘꽂아서 로그인’도 사용할 수 있는 것외에 간단하게 악기 연주를 즐길 수 있는 ‘지금바로 뮤지션’, 어린이용 어플로 ‘터치! 움직이는 지도 국기’를 탑재하고 있다.
본체 색상은 블랙뿐. 대응 기종은 JOYSOUND MAX. 

### 셋톱박스 (ST-1)
2008년 10월 출시. HyperJoy WAVE의 기능을 확장하는 주변기기로 ‘우타스키 동영상’ ‘아후레코’ 등 2008년 본 이후에 추가된 신기능을 이용하기 위해서 필요해진다. 본체와 화면 촬영용의 카메라가 세트가 된다. OS에는 윈도우 XP Embedded를 채용했다.

### 사운드이펙터 (GB-1)
2012년 6월 출시. JOYSOUND f1에서 기타나 베이스 등의 소리를 잡음 없이 녹음하거나 튜닝이나 코드 표시 등의 지원 기능을 이용하기 위해서 필요해진다. USB에 의해서 JOYSOUND f1으로부터 전력을 공급한다.

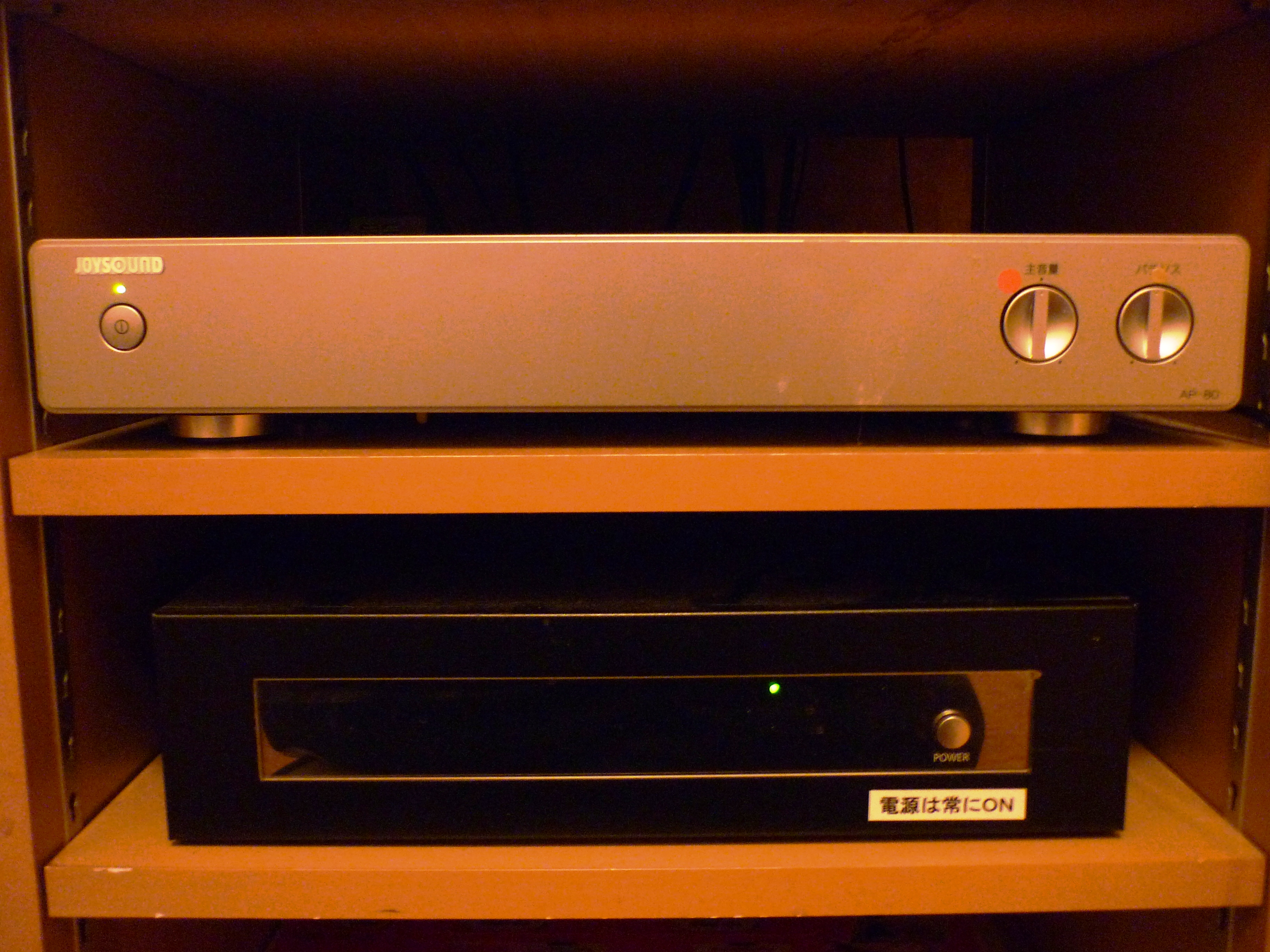
셋톱박스 (ST-1)
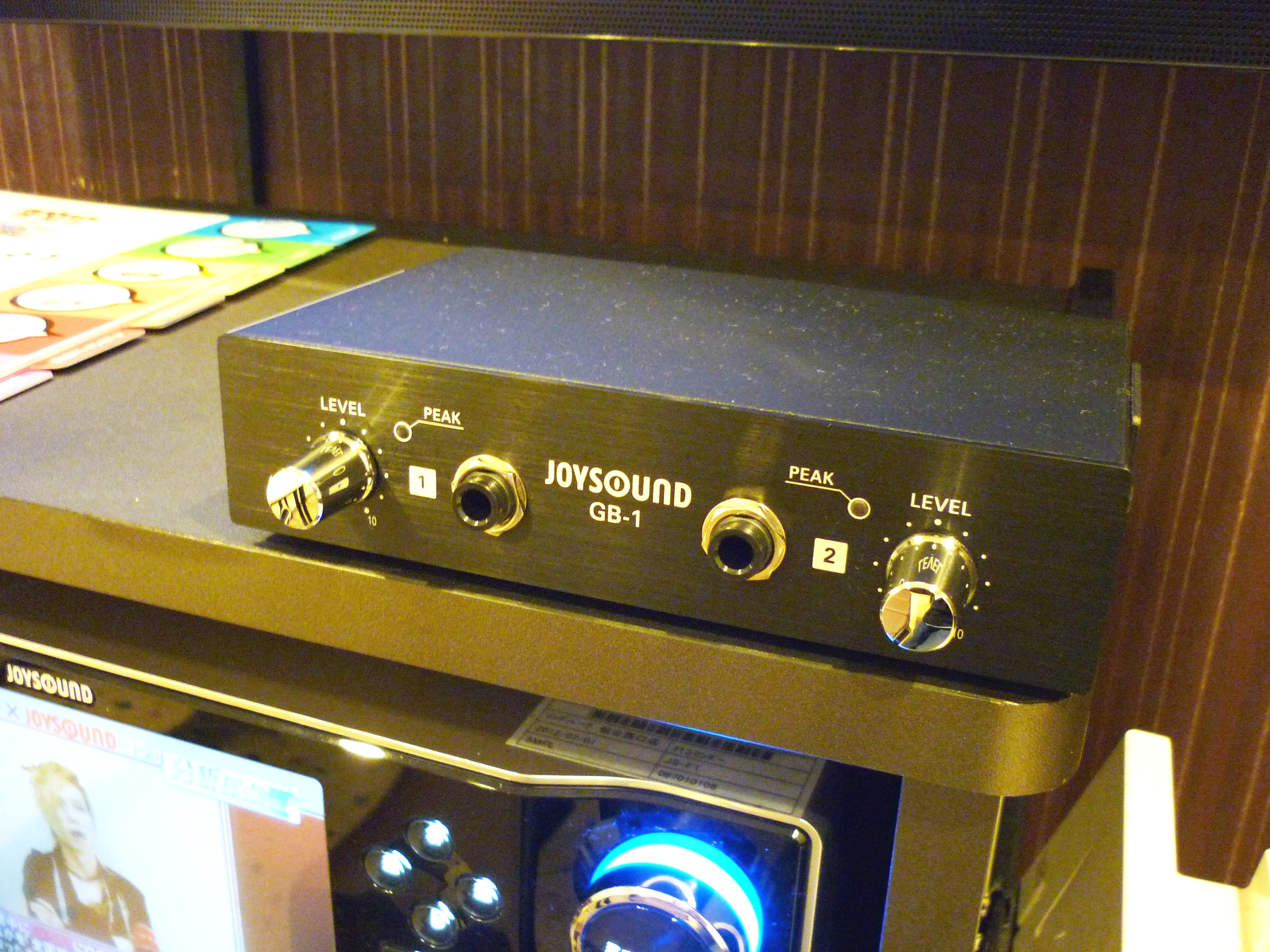
사운드이펙터 (GB-1)

### 내용주
1. ↑  현재는 《本人映像》→본인영상으로 명칭 변경
2. ↑  현재는 《本人歌唱映像》→본인 가창 영상으로 명칭변경
3. ↑  2015년 5월 14일에 모든 서비스가 정지됐다.

### 참조주
1. 1 2 3  “音にこだわり、サウンドは全て楽器演奏を再現したカラオケ新商品 曲数NO.1「JOYSOUND MAX」、ナイト市場向けモデル「JOYSOUND 響」を発表” [소리에 까다로워서, 사운드는 모든 악기 반주를 재현한 가라오케 신상품 곡수 NO.1 ‘JOYSOUND MAX’, 나이트 시장용 모델 ‘JOYSOUND 교향악단’을 발표] (일본어). 주식회사 엑싱.
2. ↑  사이토 요시코; 고고 가라오케단 (1995). 《アニカラ100》 [애니카라100] (일본어). 에닉스. 218쪽. ISBN 4-87025-815-3.
3. ↑  “取扱製品紹介” [취급제품소개] (일본어). 주식회사 JSW. 2008년 2월 13일에 원본 문서에서 보존된 문서. 2016년 8월 25일에 확인함.
4. ↑  “業界初の機能が満載！カラオケ『JOYSOUND』の新モデル「CROSSO」発売” [업계 첫 기능이 만재! 가라오케 ‘JOYSOUND’의 새로운 모델 ‘CROSSO’ 출시] (일본어). 주식회사 엑싱.
5. ↑  Einy 소개 페이지 보관됨 2012-05-01 - 웨이백 머신(브라더 공업)
6. ↑  “JOYSOUND、ＵＧＡの技術とノウハウを結集した 新フラグシップモデル　業務用通信カラオケシステム「JOYSOUND f1」発表” [JOYSOUND, UGA의 기술과 노하우를 결집한, 새로운 플래그십 모델 사무용 통신 카라오케 시스템 JOYSOUND f1 발표] (일본어). 주식회사 엑싱. 2012년 5월 9일.
7. ↑  “ナイト市場に特化したハイパフォーマンスモデル、業務用通信カラオケシステム「JOYSOUND fR」発表” [나이트 시장에 특화된 하이퍼포먼스 모델, 업계용 통신 가라오케 시스템 JOYSOUND fR 발표] (일본어). 주식회사 엑싱. 2012년 9월 4일.
8. ↑  “「Wii カラオケ U」をベースとした旅館・ホテル、エルダー市場向け業務用通信カラオケシステム「JOYSOUND FESTA」発表” [‘Wii 가라오케 U’를 베이스로 한 여관 · 호텔, 엘더 시장용 통신 가라오케 시스템 ‘JOYSOUND FESTA’ 발표] (일본어). 주식회사 엑싱.
9. ↑  “高品位なカラオケ機能に加え、操作性・機動性に優れた一体型業務用通信カラオケシステム「JOYSOUND WAGON」発表” [고품위의 가라오케 기능이 더해져, 조작성 · 기동성에 우수한 일체형 업무용 통신 가라오케 시스템 ‘JOYSOUND WAGON’ 발표]. 주식회사 엑싱.
10. ↑  “ソニー　液晶テレビ〈ブラビア〉で楽しむ本格カラオケ「JOYSOUND．TV」スタート！ 無料で体験できる　オープン記念キャンペーンを実施中！” [소니 액정 TV ‘브라비아’로 즐기는 본격 가라오케 ‘JOYSOUND.TV’ 시작! 무료로 체험할 수 있는 오픈 기념 캠페인을 실시중!] (일본어). 주식회사 엑싱.]
11. ↑  “ソニー　液晶テレビ〈ブラビア〉で楽しむ本格カラオケ！ 「JOYSOUND．TV」　2012年6月　サービス開始予定” [소니 액정 TV ‘브라비아’로 즐기는 본격 가라오케 ‘JOYSOUND.TV’ 2012년 6월 서비스 시작 예정] (일본어).
12. ↑  “シャープの「AQUOS」で本格カラオケ、「JOYSOUND.TV」がスタート” [샤프의 ‘AQUOS’로 본격 가라오케, ‘JOYSOUND.TV’가 시작] (일본어). ITmedia LifeStyle.
13. ↑  “日立の「Wooo」で本格カラオケ、「JOYSOUND.TV」スタート” [히타치의 ‘Wooo’로 본격 가라오케, ‘JOYSOUND.TV’ 시작] (일본어). ITmedia LifeStyle.